# Теюшу (Джурджу)
Теюшу (рум. Teiușu) — село у повіті Джурджу в Румунії. Входить до складу комуни Ісвоареле.
Село розташоване на відстані 33 км на південний схід від Бухареста, 38 км на північний схід від Джурджу.

## Населення
За даними перепису населення 2002 року у селі проживали 303 особи, з них 302 особи (99,7 %) румунів. Рідною мовою 302 особи (99,7 %) назвали румунську.